# Felix Dothan
Felix Dothan, vor 1968 Felix Deutsch (* 8. September 1924 in Zagreb; † 2005 in Israel), war ein israelischer Physiker. Zusammen mit Shaul Yatziv erfand er das Talpiot-Programm der IDF.
Dothan wurde 1924 in Kroatien als Felix Deutsch geboren (1968 änderte er seinen Namen). 1948 emigrierte er nach Israel. 1965 machte Dothan seinen Ph.D. an der Hebräischen Universität Jerusalem, danach ging er zwei Jahre lang ans CERN. Von 1972 bis zu seiner Emeritierung 1992 war er dort Professor.
Er forschte über Plasmaphysik (Entladung, Ionisation, Lichtbögen und Elektronenstrahlen).

## Veröffentlichungen (Auswahl)
- A. Brokman, F. Dothan, F. Tuler: Nitriding of stainless steel in a glow discharge in crossed electric and magnetic fields. In: Materials Science and Engineering. Band 40, Nr. 2, 1979, S. 261–263, doi:10.1016/0025-5416(79)90197-6.
- P. Avivi, F. Dothan, A. Fruchtman, A. Ljudmirsky, J. L. Hirshfield: Orbit stability in free electron lasers. In: International Journal of Infrared and Millimeter Waves. Band 2, Nr. 5, September 1981, S. 1071–1080, doi:10.1007/BF01006948. sowie mehrere populärwissenschaftliche Bücher auf Hebräisch[3]